# ساندور نيميث
ساندور نيميث هو مصارع رياضي مجري، ولد في 31 يناير 1957 في Kenyeri ‏ في المجر.

## وصلات خارجية
- ساندور نيميث على موقع قاعدة بيانات المصارعة الدولية (الإنجليزية)
- ساندور نيميث على موقع أوليمبيديا (الإنجليزية)